# Alcatel-Lucent
Alcatel-Lucent este o companie franceză care oferă hardware, software și servicii în industria telecomunicațiilor.
Compania a fost formată în decembrie 2006, prin fuziunea dintre Alcatel și Lucent.
În anul 2005, compania Alcatel a avut 58.000 de angajați, era activă în 130 de țări și a avut vânzări de 13,1 miliarde de euro, iar Lucent a avut 30.000 de angajați și vânzări în valoare de 7,79 miliarde de euro.

## Alcatel-Lucent în România
Compania a intrat în România în 1991, fiind primul investitor francez din țară.
În 2006, divizia Alcatel-Lucent România a fost desemnată centrul de coordonare regională pentru sud-estul Europei, coordonând activități din 12 țări: Albania, Bulgaria, Bosnia-Herțegovina, Cipru, Croația, Grecia, România, Muntenegru, Macedonia, Serbia, Republica Moldova și Slovenia.
Alcatel a produs în România centrale telefonice digitale, echipamente de infrastructură pentru telefonia GSM și telefoane mobile.
Număr de angajați:
- 2011: 1.500[8]
- 2009: 1.800[9]

Cifra de afaceri:
| Anul          | 2011 | 2010 | 2008 | 2007  | 2005 | 2004 | 2003 | 2002 |
| ------------- | ---- | ---- | ---- | ----- | ---- | ---- | ---- | ---- |
| milioane euro | 78   | 86,6 | 192  | 198,9 | 150  | 140  | 115  | 110  |